# 登村駅
登村駅（トゥンチョンえき）は、大韓民国ソウル特別市江西区登村洞にあるソウル地下鉄9号線の駅。駅番号は909。

## 駅構造
相対式ホーム2面2線を有する地下駅で、フルスクリーンタイプのホームドアを有する。
改札口は曽米寄りと塩倉寄りの2か所あり、それぞれ独立している。そのため、切符売り場は別々に設けてある。出口は8番まであり、曽米寄りの改札口は1,2,5～8番出口と繋がっており、塩倉寄りの改札口は3，4番出口と繋がっている。化粧室は曽米寄りの改札外に1ヶ所ある。

### のりば
| 上り | 9号線 | 加陽・陽川郷校・金浦空港・開花方面                     |
| 下り | 9号線 | 塩倉・汝矣島・高速ターミナル・新論峴・中央報勲病院方面 |

### バス路線
| 幹線バス     | 601 - 602 - 604 - 605 - 606 - 607 - 642 - 650 - 661          |
| 支線バス     | 5616 - 5712 - 6514 - 6716 - 6623 - 6629 - 6714 - 6715 - 6716 |
| 仁川市内バス | 300                                                          |

## 歴史
- 2008年9月18日 - 登村駅に駅名が確定[1]。
- 2009年7月24日 - 開業。

## 利用状況
近年の一日平均利用人員推移は下記のとおり。
なお、9号線の2009年は開業日の7月24日から12月31日までの161日間を基準にしたものである。
| 路線  | 路線     | 2000年 | 2001年 | 2002年 | 2003年 | 2004年 | 2005年 | 2006年 | 2007年 | 2008年 | 2009年 | 出典  |
| ----- | -------- | ------ | ------ | ------ | ------ | ------ | ------ | ------ | ------ | ------ | ------ | ----- |
| 9号線 | 乗車人員 | 未開業 | 未開業 | 未開業 | 未開業 | 未開業 | 未開業 | 未開業 | 未開業 | 未開業 | 7,519  | [ 2 ] |
| 9号線 | 降車人員 | 未開業 | 未開業 | 未開業 | 未開業 | 未開業 | 未開業 | 未開業 | 未開業 | 未開業 | 6,788  | [ 2 ] |
| 9号線 | 乗降人員 | 未開業 | 未開業 | 未開業 | 未開業 | 未開業 | 未開業 | 未開業 | 未開業 | 未開業 | 14,308 | [ 2 ] |
| 路線  | 路線     | 2010年 | 2011年 | 2012年 | 2013年 | 2014年 | 2015年 | 2016年 | 2017年 | 2018年 | 2019年 | 出典  |
| 9号線 | 乗車人員 | 8,323  | 8,859  | 10,091 | 11,046 | 11,373 | 10,910 | 10,394 | 10,335 | 10,420 | 10,248 | [ 2 ] |
| 9号線 | 降車人員 | 7,755  | 8,510  | 9,978  | 10,951 | 11,476 | 10,688 | 10,212 | 10,211 | 10,338 | 10,294 | [ 2 ] |
| 9号線 | 乗降人員 | 16,080 | 17,370 | 20,070 | 21,997 | 22,849 | 21,600 | 20,606 | 20,546 | 20,758 | 20,542 | [ 2 ] |

## 駅周辺
- 江西保健所 バス停留場
- 江西図書館
- 江西警察署
- 登村三叉路
- ソウル白石初等学校
- 白石中学校
- 永一高等学校
- シャープ電子韓国本社
- サムスンデジタルプラザ
- LGハイプラザ(旧ハンナラ党)
- 登村中学校
- 陽東中学校

## 隣の駅
ソウル市メトロ9号線
 9号線
急行
通過
一般（各駅停車）
曽米駅 (908) - 登村駅 (909) - 塩倉駅 (910)